# Salsa (voleibolista)
 Thiago Zambelli Rey  (Bom Jesus dos Perdões, 15 de março de 1982) é um voleibolista  indoor brasileiro , atuante na posição de Central, já atuou como Oposto, com vasta experiência por clubes nacionais e internacionais e servindo a Seleção Brasileira Militar conquistou a medalha de ouro no Campeonato Mundial Militar de 2015 na Coreia do Sul, dentro dos Vi Jogos Mundiais Militares.Em clubes disputou a Liga dos Campeões da Europa de 2008-09.

## Carreira
Nas categorias de base sagrou-se   vice-campeão  no Campeonato Regional Sub 15 e também do  Campeão Regional Sub 18 .Em 1999 representou a Seleção Paulista na divisão especial do Campeonato Brasileiro de Seleções, na categoria infanto-juvenil,  realizado em Fortaleza-CE, ocasião que conquistou o vice-campeonato.
Foi campeão do Campeonato Paulista Juvenil e continuou a trilhar uma carreira profissional, migrando para São José dos Campos, jogando nas categorias de base do time desta cidade em meados de 2001, nas categorias de base conquistou o tricampeonato dos Jogos Regionais e campeão dos Jogos Abertos do Interior.Em 2002 já integrava o elenco adulto do Johnson Clube/Sundown/SJC quando disputou o Campeonato Paulista deste ano.
Transferiu-se para o Lupo Náutico/ Fundesporte na jornada 2002-03 finalizando na nona posição na correspondente Superliga Brasileira A.
Em 2003 passou atuar pela Fadenp/São José dos Campos, quando disputou o Campeonato Paulista deste ano na primeira divisão, época que residia com sua mãe Maria Luisa e seu irmão Erick.
Na jornada seguinte atua pela primeira vez fora do voleibol nacional, sendo contratado pelo clube argentino do Obras Sanitarias/ San Juan para temporada 2003-04, vestindo a camia#17, encerrou a fase classificatória da Liga A1 Argentina na décima primeira posição, disputando o Play-out descenso  e  contribuiu para a permanência do clube na elite do voleibol argentino.
No período de fevereiro a outubro de 2004 foi beneficiado pelo Projeto "Adote um Atleta" pela Fundação Pró-Esporte de Santos, e neste período defendeu as cores da Fupes/Santos/Palácio Bingo, em seguida partiu para mais uma jornada fora do voleibol estrangeiro,  foi contratado pelo Andorra Traxdata para as competições do período 2004-05, disputando a Superliga Espanhola A correspondente e finalizou na decima colocação.
Foi repatriado pelo Lupo/Náutico e disputou por este a edição do Campeonato Paulista de 2005 e disputou a Superliga Brasileira A 2005-06, atuando na posição de Oposto, finalizando na décima posição.
Em 2006 foi contratado pelo São Paulo/Wizard/Taubaté e neste ano foi semifinalista do Campeonato Paulista.
Ainda em 2006 transfere-se para o On Line/São Leopoldo e disputou a Superliga Brasileira A 2006-07 e encerrou na oitava colocação.Defendeu na temporada 2007-08 o Santander/São Bernardo, onde atuou na posição de Central conquistou ainda em 2007 o vice-campeonato dos Jogos Abertos do Interior em Praia Grande  e disputou a Superliga Brasileira A, edição que finalizou na sexta posição.
Voltou a jogar fora do país, desta vez no clube português do Vitória de Guimaraes e conquistou na temporada 2008-09 o título da Taça de Portugal e o vice-campeonato da Liga A Portuguesa, recebendo o prêmio de Melhor Atacante da Taça de Portugal e por este clube disputou a Liga dos Campeões da Europa 2008-09, avançando a fase das oitavas de final., recebeu o prêmio de Melhor Atacante da fase de grupos da edição com setenta por cento de eficiência.
No período esportivo 2009-10 regressa ao Brasil e foi contratado pelo Bonsucesso/Montes Claros , disputou  e conquistou o título do Circuito Internacional de Vôlei em 2009, sediado em Montes Claros.No mesmo ano foi vice-campeonato da Copa Internacional Banco Província  de Vóley  de 2009, realizada em Tortuguitas, na Argentina; neste período disputou e obteve o título do Desafio Globo Minas e obteve o Campeonato Mineiro de 2009, chegou a grande final da edição da Superliga Brasileira A conquistando o vice-campeonato.
Renovou com o BMG/Montes Claros e foi campeão do 2º Torneio de Vôlei Cidade de Juiz de Fora em 2010, neste mesmo ano  conquistou  o bronze no Campeonato Mineiro de 2010 e disputou a Copa Cimed no mesmo ano, nesta última alcançou o título.Por essa equipe disputou a Superliga Brasileira A 2010-11  e nesta edição ocupou o a sexta posição, registrou 248 pontos, destes forma 192 de ataques, 49 de bloqueios e 7 de saques.
Seguiu para sua terceira jornada consecutiva pelo BMG/Montes Claros, disputando o Campeonato Mineiro de 2011 e representando-o também na referente Superliga Brasileira A e encerrando na décima posição.
Foi contratado pela APAV/Kappersberg/Canoas e sagrou-se campeão do Campeonato Gaúcho de 2012 e disputou a Superliga Brasileira A 2012-13, finalizando na sexta posição.
Renovou contrato com o referido clube  gaúcho para temporada 2013-14 e alcançou o bicampeonato do Campeonato Gaúcho de 2013..Em 2014 foi semifinalista da Copa Brasil de 2014, disputado em Maringá e finalizou na quarta colocação e na Superliga Brasileira A 2013-14, com o sexto lugar,  nesta edição foi  o oitavo entre os melhores bloqueadores .
Retornou ao Montes Claros Vôlei  , reforçando-o na jornada 2014-15 e avançou até a fase das quartas de final na Superliga Brasileira A 2014-15, fato que o clube há quatro anos não atingia encerrando na oitava colocação,ocupou a décima sétima colocação entre os bloqueadores da edição, registrou 174 pontos, destes 124 foram de ataques, 37 de bloqueios e 13 de saques.
Em 2015 foi convocado para Seleção Brasileira Militar, com a patente de sargento, vestindo a camisa#14,disputou o Campeonato Mundial Militar na cidade de Mungyeong, na Coreia do Sul, realizado dentro da edição da VI edição dos Jogos Mundiais Militares e conquistou a medalha de ouro.
Permaneceu no elenco do Montes Claros Vôlei  que conquistou o bronze no Campeonato Mineiro de 2015 e disputou a Copa Brasil de 2016 em Campinas, encerrando na oitava colocação.; e atuando na Superliga Brasileira A 2015-16 encerrou na quinta posição
Registrou 152 pontos, destes foram: 109 de ataques, 39 de bloqueios e 49 de saques.
Foi renovado seu contrato com o Montes Claros Vôlei para a temporada 2016-17.Contratado pelo volei Renata/Campinas para a temporada 2017/2018, https://blog.esportudo.com/o-que-podemos-esperar-do-novo-elenco-do-volei-renata,https://www.espacodovolei.com.br/2017/07/mesmo-com-contratacoes-de-peso-volei.html

## Títulos e resultados
- Circuito Internacional de Vôlei:2009[35]
- Copa Internacional Banco Provincia Vóley:2009[37]
- Copa Brasil de Voleibol Masculino Copa Brasil:2014[60]
- Superliga Brasileira A: 2009-10[42]
- Taça de Portugal: 2008-09[29]
- Liga A Portuguesa: 2008-09[29]
- Desafio Globo Minas:2009[39]
- Campeonato Gaúcho:2012[53],2013[58]
- Campeonato Mineiro:2009[41]
- Campeonato Mineiro:2010[44],2015[75]
- Jogos Abertos do Interior de São Paulo: 2007[26]
- Copa Cimed de Clubes:2010[45]
- 2º Torneio de Vôlei Masculino Cidade Juiz de Fora:2010
- Campeonato Brasileiro de Seleções Infanto-Juvenil:1999[3]

## Premiações individuais
- Melhor Atacante da Liga dos Campeões da Europa de 2008-09[33]
- Melhor Atacante da Taça de Portugal de 2008-09[30]
- 8º Melhor Bloqueador da Superliga Brasileira A 2013-14[62]